# لیلا اسماعیلوا
لیلا اسماعیلوا (به بلاروسی: Лейла́ Рызва́наўна Ісмаілава); زاده ۲۸ ژوئیه ۱۹۸۹ در مینسک) روزنامه‌نگار، مجری برنامه‌های تلویزیونی موسیقی و مانکن بلاروسی می‌باشد. وی مجریگری برنامه‌هایی چون مسابقه آواز یوروویژن جوانان ۲۰۱۰، که در مینسک برگزار شد را برعهده داشت، همچنین لیلا سخنگوی بلاروس در رای‌گیری مسابقه آواز یوروویژن ۲۰۱۱ و نمایندگی بلاروس را در یوروویژن ۲۰۱۲ عهده‌دار بود.
لیلا اسماعیلوا خود زاده مینسک می‌باشد ولی از طرف پدری از خانواده رضوان اوغلو اسماعیلوف از آغدام جمهوری آذربایجان هست، و مادرش اهل مینسک بلاروس می‌باشد، پدرش در دوران جنگ قره‌باغ کشته شد.